# Talisia veraluciana
Talisia veraluciana är en kinesträdsväxtart som beskrevs av G. Guarim Neto. Talisia veraluciana ingår i släktet Talisia och familjen kinesträdsväxter. Inga underarter finns listade i Catalogue of Life.